# John St John
John St John est un noble anglais mort le 6 septembre 1302 à Lochmaben en Écosse. Lieutenant du duché d'Aquitaine de 1293 à 1294, il représente le roi d'Angleterre sur le continent. 

## Biographie
John est le fils de Robert de St John et d'Agnès de Cantelupe. Il hérite le titre de son père en 1267, et lui succède comme gouverneur de château de Portchester, dans le Hampshire. 
En novembre 1276, il est l'un des seigneurs qui prononcent la condamnation à mort de Llywelyn ap Gruffudd. Il participe aux invasions du pays de Galles par le roi Édouard Ier d'Angleterre en 1277 et 1282. En 1283 il est convoqué au parlement de Shrewsbury.  Pendant le séjour d'Édouard Ier en Aquitaine entre 1286 et 1289, il est impliqué dans des négociations entre les rois Alphonse III d'Aragon et Charles II de Naples et est remis en otage à Alphonse III en 1288 pour assurer les conditions de libération de Charles Martel de Hongrie, prince de Salerne. 
St John rentre en Angleterre début 1289 et siège au Parlement en mai 1290.  
Cette année là, il est envoyé en mission auprès du pape Nicolas IV pour s'accorder sur un projet de croisade. sujet de la croisade d'une croisade projetée. En novembre 1292, St John est dans la suite du roi en Écosse lorsque John Balliol est choisi pour monter sur le trône d’Écosse. 
En 1293, les relations entre Edouard Ier et le roi de France Philippe IV se tendent. John St John est envoyé en Gascogne en tant que lieutenant du roi. Il s'y emploie à renforcer et à approvisionner les villes fortifiées et les châteaux et à leur fournir des garnisons adéquates. Mais c'est sans l'aval du suzerain français qu'Edmond de Lancastre a autorisé la possession temporaire des forteresses gasconnes ; St John doit donc les remettre aux Français, et rentre en Angleterre par Paris. 
Édouard I, irrité par la présence française en Aquitaine, se prépare à récupérer son héritage par la force. En raison de l'instabilité et de la révolution au pays de Galles, il désigna son neveu Jean de Bretagne comme lieutenant en Aquitaine et lui affecte St John comme sénéchal de Gascogne et conseiller principal le 1er juillet 1294. L'expédition quitte Plymouth le 1er octobre et pénètre dans l'estuaire de la Gironde le 28 octobre. Macau est prise le 31 octobre, puis Bourg et Blaye tombent à leur tour. La flotte remonte la Garonne jusqu'à Bordeaux, sans toutefois réussir à prendre la ville. Les Anglais conquièrent cependant Rions, Podensac, Villeneuve et Rions. Devant cette bourgade St John quitte Jean de Bretagne et fait voile jusqu'à Bayonne : le 1er janvier 1295, les citoyens de Bayonne enferment la garnison française dans le château et lui ouvrent les portes de la ville. Le château se rend après onze jours de siège, et de nombreux Gascons rejoignent l'armée anglaise. 
Charles de Valois envahit alors l'Aquitaine et reprend l'essentiel des conquêtes anglaises dans la vallée de la Garonne. À l'approche de son armée John St John et Jean de Bretagne s'enfuient de Rions, que les Français reprennent le 8 avril 1295. En 1296 Édouard Ier envoie Edmond de Lancastre relever Jean de Bretagne, le nouveau lieutenant meurt découragé le 5 juin 1296, après que l'armée anglo-gasconne privée de ressources se disloquée quand les Français assiègent à leur tour Bayonne. C'est Henry de Lacy, comte de Lincoln, qui devient lieutenant d'Aquitaine, conservant St John comme sénéchal. Bayonne est de nouveau reprise après un siège de huit jours.  
Le 28 janvier 1297, John St John marcha avec Henry de Lacy pour convoyer des provisions à Bellegarde-Sainte-marie, assiégée par Robert, comte d'Artois. L'armée anglaise est prise dans une embuscade et défaite lors de la bataille de Bonnegarde. St John, qui commande l'avant-garde anglaise, est capturé avec dix, voire quarante autres chevaliers, selon les sources. Transféré à Paris, il est emprisonné jusqu'au traité de Montreuil, à l'été 1299. Sa captivité lui cause de lourdes dettes : il est contraint de donner en gage quatre de ses manoirs pendant seize ans aux marchands de la société des Buonsignori de Sienne. 
Le 3 janvier 1300, St John est nommé lieutenant du roi, capitaines de Cumberland, Westmoreland, Lancashire, Annandale et les autres marches à l'ouest de Roxburgh. Au cours du siège de Carlaverock en 1300, St John se voit confier la garde du prince, le futur  Édouard II, qui participe à sa première campagne. En 1301, il est gardien de Galloway et shérif de Dumfries. Au printemps de cette année, il est chargé, avec John de Warenne, comte de Surrey et d’autres, de traiter à Canterbury d’une paix entre Anglais et Écossais avec les envoyés de Philippe IV le Bel. En janvier 1301, il est au parlement de Lincoln, et le 12 juillet 1302 avec le roi à Westminster. 
Il retrouve son commandement de la frontière, où il meurt le jeudi 6 septembre 1302 au château de Lochmaben, en Écosse.

## Descendance
John St John a épousé Alice, fille de Reginald FitzPeter. Le couple a eu pour enfants : 
- John St John (mort en 1329), dont postérité de sa femme Isabel de Courtenay ;
- William St John ;
- Edward St John ;
- Amadeus St John ;
- Agnès St John, mariée à Hughes de Courtenay, dont postérité.